# Медолюб великодзьобий
Медолюб великодзьобий (Microptilotis analogus) — вид горобцеподібних птахів родини медолюбових (Meliphagidae). Мешкає на Новій Гвінеї і на сусідніх островах Індонезії.

## Поширення і екологія
Великодзьобі медолюби мешкають на Новій Гвінеї, а також на островах Ару, Раджа-Ампат і Япен. Вони живуть в тропічних і мангрових лісах, в чагарникових заростях, в садах і на плантаціях.